# Fort Ticonderoga
El Fort Ticonderoga, anteriorment Fort Carillon, és un gran fort estel·lar del segle xviii construït pels francesos en una zona estreta prop de l'extrem sud del llac Champlain, al nord de Nova York, als Estats Units. Va ser construït per l'enginyer militar francès d'origen canadenc Michel Chartier de Lotbinière, marquès de Lotbinière entre l'octubre de 1755 i 1757, durant l'acció al «teatre nord-americà» de la Guerra dels Set Anys, sovint anomenada als Estats Units com a Guerra franco-índia. El fort va tenir una importància estratègica durant els conflictes colonials del segle xviii entre Gran Bretanya i França, i va tornar a tenir un paper important durant la Guerra de la Revolució Americana.
El lloc controlava un port fluvial al costat de la desembocadura del riu La Chute, infestat de ràpids, als 5,6 km entre el llac Champlain i el llac George. Per tant, estava estratègicament situat per a la competència de les rutes comercials entre la vall del riu Hudson, controlada pels britànics, i la vall del riu Saint Lawrence, controlada pels francesos.
El terreny va amplificar la importància del lloc. Els dos llacs eren llargs i estrets i estaven orientats de nord a sud, igual que les nombroses línies de carena de les muntanyes Apalatxes, que s'estenien cap al sud fins a Geòrgia. Les muntanyes creaven terrenys gairebé intransitables a l'est i l'oest de la gran vall dels Apalatxes que el lloc controlava.
El nom "Ticonderoga" prové de la paraula iroquesa tekontaró:ken, que significa "és a la unió de dues vies fluvials".
Durant la batalla de Carillon de 1758, 4.000 defensors francesos van poder repel·lir un atac d'una força de 16.000 britànics a prop del fort. El 1759, els britànics van tornar i van expulsar una simbòlica guarnició francesa del fort. Durant la Guerra de la Independència dels Estats Units, mentre el fort estava sota control britànic, fou atacat el 10 de maig de 1775 en la captura del fort Ticonderoga pels Green Mountain Boys i altres milícies estatals sota el comandament d'Ethan Allen i Benedict Arnold, que el van capturar en l'atac sorpresa. Els canons del fort es van transportar a Boston per tal d'aixecar el setge dels britànics, que van evacuar la ciutat el març de 1776. Els nord-americans van mantenir el fort fins al juny de 1777, quan les forces britàniques dirigides pel general John Burgoyne van ocupar uns terrenys elevats per sobre d’ell; l'amenaça va provocar la retirada de les tropes de l'Exèrcit Continental del fort i les seves defenses circumdants. L'únic atac directe al fort durant la Revolució es va produir el setembre de 1777, quan John Brown va dirigir 500 nord-americans en un intent fallit de capturar el fort d'uns 100 defensors britànics.
Els britànics van abandonar el fort després del fracàs de la campanya de Saratoga i va deixar de tenir un valor militar després del 1781. Després d’obtenir la independència, els Estats Units van permetre que el fort caigués en ruïna; els residents locals en van treure bona part dels materials utilitzables. Comprat per una família el 1820, es va convertir en una parada a les rutes turístiques de la zona. A principis del segle xx, els seus propietaris particulars van restaurar el fort. Actualment, una fundació opera el fort com a atracció turística, museu i centre de recerca.

## Atracció turística
El 1785, les terres del fort van passar a ser propietat de l'estat de Nova York. Aquest en va donar la propietat a les universitats de Columbia i Union el 1803. Aquestes en van vendre la propietat a William Ferris Pell el 1820.
Pell va utilitzar la propietat per primera vegada com a refugi d'estiu. La finalització de ferrocarrils i canals que connectaven la zona amb la ciutat de Nova York va portar turistes a la zona, de manera que va convertir la seva casa d'estiu, coneguda com The Pavilion, en un hotel per servir el comerç turístic. El 1848, l'artista Russell Smith, de l'Escola del Riu Hudson, va pintar Ruïnes de Fort Ticonderoga, representant l'estat del fort.
La família Pell, un clan d’importància política amb influència al llarg de la història nord-americana (des de William C. C. Claiborne, el primer governador de Louisiana, fins a un senador de Rhode Island, Claiborne Pell), va contractar l'arquitecte anglès Alfred Bossom per restaurar el fort i el va obrir formalment a el públic el 1909 com a lloc històric. Les cerimònies, que commemoraven el 300è aniversari del descobriment del llac Champlain pels exploradors europeus, van comptar amb la presència del president William Howard Taft. Stephen Hyatt Pell, que va liderar l'esforç de restauració, va fundar l'Associació Fort Ticonderoga el 1931, que ara és la responsable del fort. El finançament per a la restauració també va provenir de Robert M. Thompson, pare de la dona de Stephen Pell, Sarah Gibbs Thompson.
Entre 1900 i 1950, la fundació va adquirir les terres històricament importants al voltant del fort, incloent Mount Defiance, Mount Independence i gran part de Mount Hope. El fort es va rearmar amb catorze canons de 24 lliures proporcionats pel govern britànic. Aquests canons havien estat fets a Anglaterra per utilitzar-los durant la Revolució Americana, però la guerra es va acabar abans de poder-los enviar.